# Arthur Blackburn
Brigádní generál Arthur Seaforth Blackburn (25. listopadu 1892 – 24. listopadu 1960) byl australský voják, právník, politik a nositel Viktoriina kříže (VC), nejvyššího vyznamenání za statečnost v boji, které bylo v té době možné udělit příslušníkovi australských ozbrojených sil. Před vypuknutím první světové války byl Blackburn právníkem a vojákem na částečný úvazek, v srpnu 1914 vstoupil do australských imperiálních sil a byl zařazen do 10. praporu. Jeho jednotka se 25. dubna 1915 vylodila v zátoce Anzac u Gallipoli a jemu a dalšímu průzkumníkovi bylo připsáno, že v den vylodění postoupili nejdále do vnitrozemí. Blackburn byl později povýšen a spolu se svým praporem strávil zbytek gallipolského tažení bojem proti osmanským silám.
10. prapor byl z Gallipoli stažen v listopadu 1915 a po reorganizaci a výcviku v Egyptě odplul koncem března 1916 na západní frontu. Své první skutečné boje ve Francii zažil 23. července během bitvy u Pozières, která byla součástí bitvy na Sommě. Právě během této bitvy vyústily Blackburnovy činy v doporučení na udělení VC. Vele jednotce padesáti mužů provedl čtyři samostatné výpady, při nichž pomocí ručních granátů vyhnal Němce z jejich opěrného bodu a obsadil 370 yardů (340 m) zákopů. Byl prvním příslušníkem svého praporu, který byl za první světové války vyznamenán VC, a prvním Jihoaustralanem, který VC obdržel. Bojoval také v srpnové bitvě u Mouquet Farm, než byl kvůli nemoci evakuován do Spojeného království a poté do Austrálie. Počátkem roku 1917 byl ze zdravotních důvodů zproštěn služby.
Blackburn se vrátil k právnické praxi a v letech 1918–1921 působil jako poslanec jihoaustralského parlamentu. Několik let vedl Australskou imperiální ligu navrátivších se námořníků a vojáků v Jižní Austrálii a dále byl jmenován koronerem pro město Adelaide v Jižní Austrálii. Po vypuknutí druhé světové války byl Blackburn jmenován velitelem 2/3. kulometného praporu Druhých australských imperiálních sil a velel mu během syrsko-libanonské kampaně proti vichistickým Francouzům v roce 1941, během níž osobně přijal kapitulaci Damašku. Počátkem roku 1942 byl jeho prapor stažen ze Středního východu a sehrál roli při obraně Jávy v Nizozemské východní Indii před Japonci. Blackburn byl zajat a zbytek války strávil jako válečný zajatec. Po osvobození v roce 1945 se vrátil do Austrálie a za své služby na Jávě v roce 1942 byl jmenován komandérem Řádu britského impéria (CBE).
Po válce byl Blackburn do roku 1955 jmenován smírčím komisařem Smírčího a rozhodčího soudu Britského společenství národů a v tomto roce byl za své zásluhy o společnost jmenován společníkem Řádu svatého Michaela a svatého Jiří (CMG). Zemřel v roce 1960 a byl pohřben s plnými vojenskými poctami na hřbitově West Terrace Cemetery v Adelaide v části Australian Imperial Force. Jeho Viktoriin kříž a další medaile jsou vystaveny v Síni statečnosti na australském válečném památníku.

## Mládí
Arthur Seaforth Blackburn se narodil 25. listopadu 1892 ve Woodville v Jižní Austrálii. Byl nejmladším dítětem Thomase Blackburna, anglikánského kanovníka a entomologa, a jeho druhé manželky Margaret Harriette Stewartové, rozené Browneové. Arthur se zpočátku vzdělával na gymnáziu v Pulteney. Jeho matka zemřela v roce 1904 ve věku 40 let. V roce 1906 nastoupil na St Peter's College v Adelaide a následovalo studium na Adelaidské univerzitě, kde v roce 1913 získal titul bakaláře práv poté, co byl přidělen k C. B. Hardymu. Během Blackburnova působení v roli jeho koncipienta byl Hardy jednou na ulici napaden dvěma muži, a přestože byl Blackburn drobné postavy, zasáhl a zahnal je. V roce 1911 byl zaveden povinný vojenský výcvik a Arthur vstoupil do jihoaustralského skotského pluku občanských vojenských sil (CMF). Do advokátní komory byl povolán 13. prosince 1913. Jeho nevlastní bratr Charles Blackburn se stal významným sydneyským lékařem, za první světové války sloužil v australském armádním lékařském sboru a později se stal dlouholetým rektorem univerzity v Sydney. Jejich otec zemřel v roce 1912. V době vypuknutí první světové války vykonával Arthur advokátní praxi v Adelaide u firmy Nesbit a Nesbit a stále sloužil v CMF.

## První světová válka

### Galipoli
19. srpna 1914, ve věku 21 let, se Blackburn přihlásil jako vojín do Australských imperiálních sil (AIF) a vstoupil do 10. praporu 3. brigády 1. divize. Desátý prapor prošel počátečním výcvikem v Morphettville v Adelaide v Jižní Austrálii a 20. října se nalodil na loď SS Ascanius v nedalekém Outer Harbor. Loď plula přes Fremantle a Colombo na Cejlonu a 6. prosince dorazila do Alexandrie v Egyptě. Vojáci Australian and New Zealand Army Corps se utábořili poblíž Káhiry. Zde cvičili až do 28. února 1915, kdy se přesunuli do Alexandrie. Dne 1. března se nalodili na loď SS Ionian a o několik dní později dorazili do přístavu Mudros na řeckém ostrově Lémnos v severovýchodní části Egejského moře, kde zůstali na palubě dalších sedm týdnů.

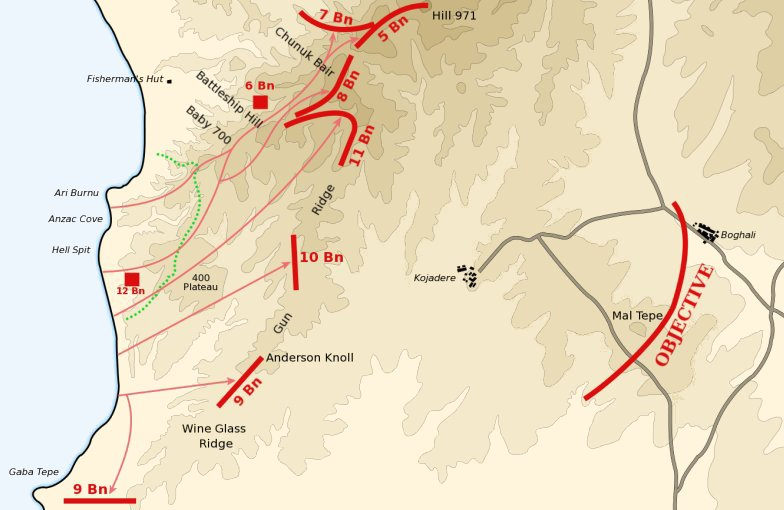
Cíl prvního dne 10. praporu na „Gun Ridge“ pro vylodění v Anzac Cove. Zelená přerušovaná čára ukazuje skutečný rozsah vylodění na konci prvního dne

Třetí brigáda byla vybrána jako krycí síla pro vylodění v Anzac Cove u Gallipoli 25. dubna, které znamenalo zahájení gallipolské kampaně. Brigáda se nalodila na bitevní loď HMS Prince of Wales a torpédoborec HMS Foxhound a po přesednutí na šňůry veslicových člunů, zpočátku tažených parními pinaji, začal prapor kolem 04:30 veslovat ke břehu. Blackburn byl jedním z průzkumníků praporu a byl mezi prvními na břehu.
Oficiální australský válečný historik první světové války Charles Bean poznamenal, že existují pádné důkazy o tom, že Blackburn spolu s desátníkem Philipem Robinem se v den vylodění pravděpodobně dostali dále do vnitrozemí než ostatní australští vojáci, jejichž pohyb je znám, a to asi 1 800 – 2 000 yardů (1 600 – 1 800 m). Krycí síly 3. brigády nedosáhly svého konečného cíle, hřebene útvaru později známého jako „Scrubby Knoll“, který byl součástí „Third (nebo Gun) Ridge“, ale Blackburn a Robin, kteří byli vysláni vpřed jako průzkumníci, se dostali až za něj. Robin byl zabit v boji tři dny po vylodění. Později v životě byl Blackburn ohledně svého a Robinova úspěchu skromný a zdrženlivý a prohlásil, že je „naprostou záhadou“, jak přežili, vzhledem k tomu, na jakou vzdálenost na ně stříleli a kolik mužů bylo postříleno kolem nich.
Blackburn se při vylodění účastnil těžkých bojů; do 30. dubna utrpěl 10. prapor 466 mrtvých a zraněných. Brzy byl povýšen na svobodníka a krátce po svém povýšení byl na jeden měsíc pověřen vedením poštovního úřadu jednotky. Účastnil se následných zákopových bojů při obraně předmostí, včetně tureckého protiútoku z 19. května. Dne 4. srpna byl povýšen na podporučíka a jmenován velitelem čety v rotě A. Blackburn sloužil na frontě po zbytek kampaně, dokud nebyl 10. prapor v listopadu stažen na Lemnos a následně zpět do Egypta. Prapor během kampaně utrpěl ztrátu více než 700 mužů, z toho 207 mrtvých. Jednotka prošla v Egyptě reorganizací a 20. února 1916 byl Blackburn povýšen do hodnosti poručíka. Počátkem března byl na dva týdny hospitalizován s neurastenií. Prapor odplul do Francie koncem března a dorazil počátkem dubna. V té době už byl Blackburn přidělen k četě v rotě D.

### Západní fronta
Blackburn odjel na dovolenou do Francie od 29. dubna do 7. května. 10. prapor vstoupil do bojů na západní frontě v červnu, zpočátku v klidném sektoru Armentières. Během pobytu v této oblasti byl Blackburn vybrán jako člen speciální přepadové skupiny vedené kapitánem Billem McCannem. V časných ranních hodinách 23. července byl 10. prapor nasazen do své první významné akce na západní frontě během bitvy u Pozières, která byla součástí bitvy na Sommě. Zpočátku byla rota A pod McCannovým velením vyslána vpřed, aby pomohla 9. praporu, který se zapojil do boje s bombami (ručními granáty) nad zákopovým systémem O. G. 1. V roce 1943 se prapor dostal do přímého boje. Zadržován palbou těžkých kulometů a bomb hlásil McCann, který byl zraněn na hlavě, velícímu důstojníkovi (CO) 9. praporu podplukovníkovi Jamesi Robertsonovi, že je zapotřebí další pomoci. Kolem 05:30 byl pak vyslán vpřed oddíl 50 mužů založený 16. četou roty D 10. praporu pod vedením Blackburna, aby vytlačil Němce z úseku zákopů. Když Blackburn zjistil, že rota A utrpěla těžké ztráty a okamžitě vyrazil se svými muži, aby se vrhli na barikádu přes zákop. Prolomili ji a pomocí bomb zatlačili Němce zpět. Za tímto bodem předchozí dělostřelecké bombardování zákop téměř zničilo a pohyb vpřed byl vystaven těžké kulometné palbě.

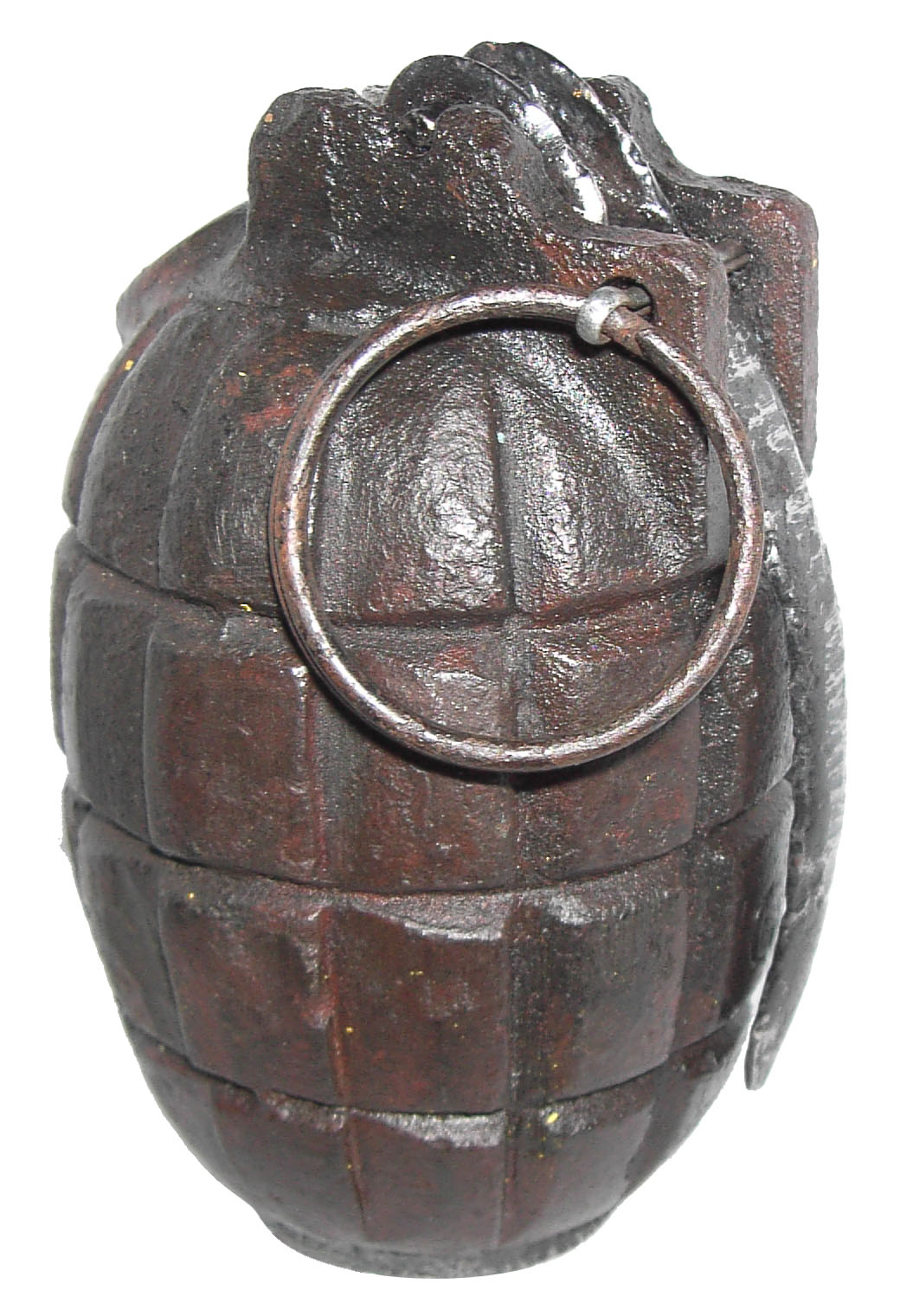
Bomba č. 5 Mk I Millsova bomba, která se hojně používala během bojů u Pozières

Blackburn se spolu se skupinou čtyř mužů plazil vpřed, aby zjistil zdroj německé kulometné palby, ale vzhledem k tomu, že všichni čtyři muži byli zabiti, a tak se vrátil ke svému oddílu. Vrátil se k Robertsonovi, který zajistil podporu ze zákopových minometů. Pod krytím této palby se Blackburn s několika svými muži opět vydal vpřed, ale další čtyři byli kulometnou palbou zabiti. Další hlášení Robertsonovi vedlo k dělostřelecké podpoře a Blackburn mohl postoupit o dalších 30 yardů (27 m), než byl znovu zadržen, tentokrát německými bombardéry. Pod krytím spřátelených bombardérů se Blackburn a seržant připlazili vpřed, aby provedli průzkum, a zjistili, že Němci drží zákop, který vede v pravém úhlu k tomu, v němž se nacházeli. Blackburn pak vedl své vojáky při vyklízení tohoto zákopu, který byl dlouhý asi 120 yardů (110 m). Během tohoto boje byli zabiti další čtyři muži včetně seržanta, ale Blackburn a zbývající muži dokázali zákop zajistit a zkonsolidovat. Po obsazení zákopu se Blackburn znovu pokusil dobýt opěrný bod, který byl zdrojem kulometné palby, ale ztratil dalších pět mužů. Rozhodl se proto zákop udržet, což se mu podařilo až do 14:00, kdy byl vystřídán. Do té doby bylo čtyřicet ze sedmdesáti mužů, kteří byli během dne pod jeho velením, zabito nebo zraněno. Někdy v noci převzal Blackburn velení roty D, ale následujícího rána byl vystřídán.
Pro své zásluhy byl Blackburn navržen na udělení Viktoriina kříže (VC), nejvyššího vyznamenání za statečnost v boji, které bylo v té době možné udělit příslušníkovi australských ozbrojených sil. V dopise svému příteli popsal své činy a normálně odcházející do důchodu Blackburn uvedl, že to byl „největší bastard, jakého jsem kdy udělal“. Jeho velící důstojník, podplukovník Stanley Price Weir, při doporučení na udělení VC poznamenal: „Pro poručíka Blackburna a jeho muže vypadaly věci všelijak, jen ne vesele, ale Blackburn neztratil ani srdce, ani hlavu“.
10. prapor byl z pozic u Pozières vystřídán v pozdních večerních hodinách 25. července, kdy za tři dny utrpěl 327 ztrát. Vzhledem k takto velkým ztrátám byl Blackburn 1. srpna dočasně povýšen do hodnosti kapitána. Následující tři týdny strávil prapor v klidnějších oblastech, ale do bojů se vrátil během bitvy u Mouquet Farm ve dnech 19.–23. srpna, kdy utrpěl dalších 335 ztrát z 620 osob, které se zapojily do bojů. Po této bitvě se 10. prapor odebral do odpočinkového tábora v Belgii a 8. září Blackburn ohlásil onemocnění zánětem pohrudnice a byl evakuován do 3. londýnské všeobecné nemocnice. Po evakuaci se vzdal své dočasné hodnosti a byl zařazen na seznam dočasně přiřazených. Blackburnovo vyznamenání VC bylo zveřejněno 9. září a znělo:

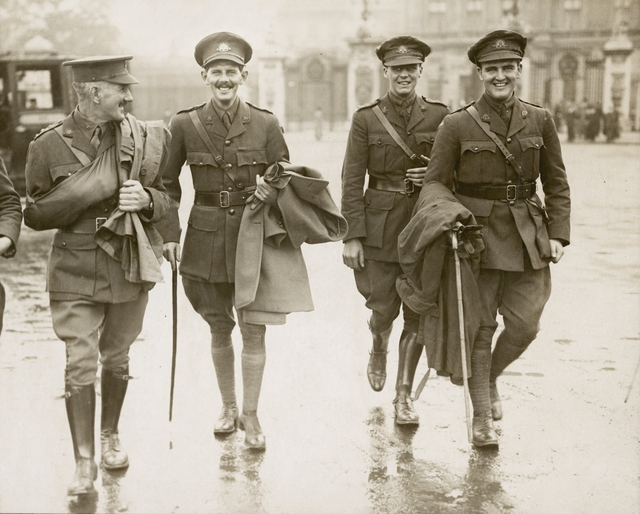
Blackburn (druhý zleva) a McCann (vpravo) po převzetí ocenění v Buckinghamském paláci

Za nejzřetelnější statečnost. S padesáti muži vyhnal nepřítele z opěrného bodu. Tvrdohlavým odhodláním se nakonec zmocnil jejich zákopu poté, co proti němu osobně vedl čtyři samostatné skupiny bombardérů, z nichž mnozí padli za oběť. Tváří v tvář zuřivému odporu se zmocnil 250 metrů zákopu. Poté, co se se seržantem připlazil vpřed, aby provedl průzkum, se vrátil, zaútočil a obsadil dalších 120 metrů zákopu a navázal spojení s praporem po své levici.
Blackburn byl prvním příslušníkem 10. praporu a prvním Jihoaustralanem, který byl vyznamenán VC, a to v nejtěžší bitvě australské historie. Z nemocnice byl propuštěn 30. září a 4. října se v Buckinghamském paláci zúčastnil slavnostního ceremoniálu, na němž převzal VC z rukou krále Jiřího V. Téhož dne obdržel McCann Vojenský kříž za své vlastní akce u Pozières, které těm Blackburnovým bezprostředně předcházely. Blackburn se 16. října nalodil v Southamptonu na palubě nemocniční lodi Karoola na šestiměsíční odpočinek do Austrálie a 3. prosince dorazil přes Melbourne domů. Ve vlaku, kterým přijel, ho přivítal premiér státu Crawford Vaughan, ale odmítl ke shromážděnému davu promluvit o svých hrdinských činech. Následujícího dne ho oslavili zaměstnanci a studenti St Peter's College.
V kapli St Peter's College se 22. března 1917 oženil s Rose Adou Kellyovou; měli dva syny a dvě dcery. Jejich synové se jmenovali Richard a Robert; Richard se stal rovněž právníkem, a to právníkem významným, konkrétně předsedou Nejvyššího soudu australského teritoria hlavního města a dále také rektorem Australské národní univerzity. Jeho dcera Margaret se provdala za Jima Forbese, který se stal dlouholetým ministrem federální vlády, a druhá dcera Rosemary se stala literární redaktorkou, spisovatelkou a poradkyní jihoaustralské vlády pro ženské záležitosti. Blackburn byl 10. dubna 1917 propuštěn z AIF ze zdravotních důvodů, neboť byl klasifikován jako příliš nemocný na to, aby se mohl vrátit do bojů. Byl mu přiznán invalidní vojenský důchod. Kromě VC obdržel Blackburn za svou službu v první světové válce také hvězdu 1914–15, britskou válečnou medaili a medaili vítězství. Jeho bratři Harry a John během války rovněž sloužili v AIF.

### Meziválečné období

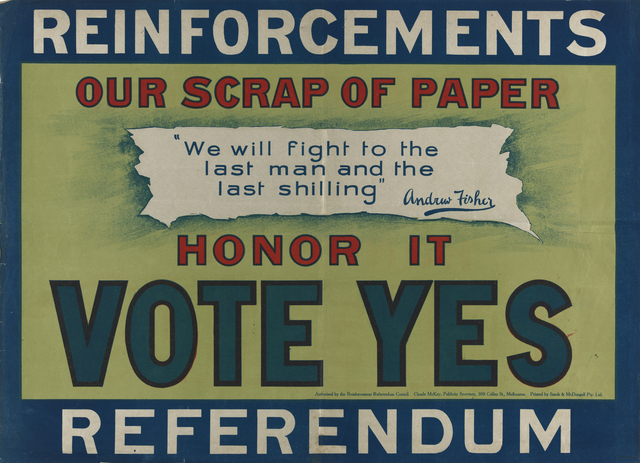
Blackburn se v referendu o branné povinnosti v roce 1917 vyslovil pro „ano“

Počátkem roku 1917 se Blackburn vrátil k právnické praxi a stal se hlavním právníkem firmy Fenn and Hardy. V květnu 1917 byl Blackburn zvolen jedním z pěti místopředsedů Sdružení navrátivších se vojáků (RSA) v Jižní Austrálii, které vedl první velitel 10. praporu Weir. Dne 12. září byl Blackburn zvolen státním prezidentem RSA. V roce 1917 se zapojil do kampaně za australské referendum o branné povinnosti a zasazoval se o podporu branné povinnosti. Jako prezident RSA se angažoval v obhajobě navrácených vojáků a proplouval sporným obdobím v historii organizace. Vedl také sbírku na vybudování památníku vojákům v Adelaide. V lednu 1918 byl opětovně zvolen prezidentem.
Přestože usiloval o to, aby RSA zůstala nezávislá na politice, počátkem dubna 1918 se Blackburn úspěšně ucházel o tříčlenné křeslo v jihoaustralské Sněmovně reprezentantů ve městě Sturt jako kandidát Národní strany a 6. dubna byl zvolen prvním ze tří kandidátů se ziskem 19,2 % hlasů. Jako poslanec se Blackburn ve svých projevech zpravidla věnoval otázkám, které se týkaly těch, kdo ještě sloužili v zámoří, a také navrátivších se vojáků. Významnou výjimkou byl jeho úspěšný návrh na podporu systému podílů na zisku pro zaměstnance pracující v průmyslových odvětvích. V době svého působení v parlamentu prosazoval několik radikálních myšlenek, mimo jiné uvolnění všech svobodných mužů ze státní veřejné služby tak, aby mohli volně narukovat. V parlamentu byl také kritizován za to, že nevěnoval náležitou pozornost důležitým zákonům týkajícím se bývalých vojáků. Tato kritika se dokonce rozšířila na útoky dalšího muže z AIF, Billa Dennyho, z opoziční Australské strany práce (ALP). Podle jeho životopisce Andrewa Faulknera ukázalo jeho působení v parlamentu, že Blackburn byl mužem mála slov, ale jeho slova zato byla dobře volená a pronášená s autoritou.
Dne 29. srpna 1918 byl jmenován smírčím soudcem a v listopadu se stal svobodným zednářem v lóži St Peter's Collegiate. V červenci 1919 se v Adelaide konal výroční kongres Australské imperiální ligy navrátivších se námořníků a vojáků (RSSILA), která se stala nástupcem RSA. Mezi návrhy, které Blackburn předložil, byl i návrh vyzývající federální vládu, aby zajistila vztyčení vhodného náhrobku nad hrobem každého námořníka a vojáka padlého během války. Rovněž brojil proti zpožděnému vyplácení odloženého žoldu mrtvých vojáků jejich vdovám.
V lednu 1920 byl Blackburn znovu zvolen prezidentem státu RSSILA, ačkoli to bylo poprvé, co se o tuto funkci ucházel, a zvítězil jen těsně. Do té doby vybudoval státní pobočku organizace, která čítala 17 000 členů. Během tohoto roku hostil návštěvy dvou významných osobností: polního maršála Williama Birdwooda a prince z Walesu, který se později stal králem Eduardem VIII. V souladu s běžnými postupy byl Blackburn během služby v AIF 20. února 1916 jmenován čestným poručíkem CMF na seznamu důstojníků v záloze. Toto jmenování se stalo podstatným dne 1. října 1920, stále na seznamu důstojníků v záloze. Pokračování v právnické praxi během výkonu funkce poslance parlamentu znamenalo velké pracovní vytížení a Blackburn se v roce 1921 neucházel o znovuzvolení. V témže roce se vzdal funkce státního prezidenta RSSILA, ale i nadále byl horlivým zastáncem navrátivších se vojáků.

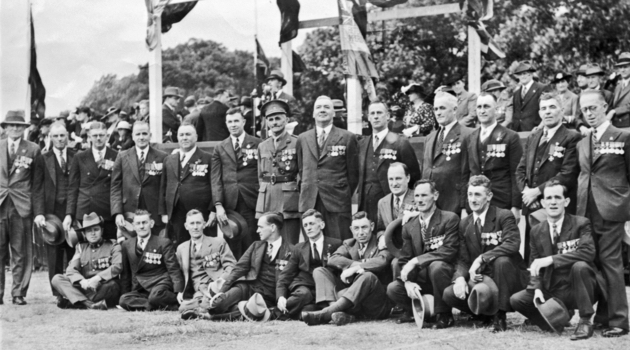
Skupina australských nositelů válečných vyznamenání se sešla v Sydney na Anzac Day. 1938. Blackburn stojí třetí zleva.

Dne 30. října 1925 byl Blackburn převelen jako poručík ze seznamu důstojníků v záloze k 43. praporu CMF na částečný úvazek. V témže roce spolu s McCannem založil advokátní kancelář Blackburn a McCann, čímž navázal na jejich spojení z doby bojů u Pozières. Dne 21. února 1927 byl Blackburn povýšen na kapitána a stále sloužil u 43. praporu. Počátkem roku 1928 se Blackburn stal zakládajícím členem Legacy Club of Adelaide, založeného na pomoc pozůstalým po zemřelých bývalých vojácích; později se stal jeho druhým prezidentem. V této funkci vytvořil Junior Legacy Club pro dospívající syny zemřelých mužů, který pořádal aktivity, jako jsou tábory a sportovní akce.
Blackburn byl 1. července 1928 převelen od 43. praporu k 23. pluku lehké jízdy. V září a říjnu 1928 pomáhal Blackburn shromáždit dobrovolnickou jednotku, která byla použita k ochraně dělníků, kteří nebyli členy odborů, v průmyslovém sporu na přístavištích v Port Adelaide a Outer Harbor. Muži této organizace, zpočátku nazývaní „Essential Services Maintenance Volunteers“ (ESMV), poté „Citizen's Defence Brigade“ (Občanská obranná brigáda), byli vyzbrojeni vládními puškami a bajonety a byli nasazeni policií Jižní Austrálie, aby zasáhli do sporu mezi odbory a neodborovými pracovníky v docích. K žádným bojům mezi jednotkami a stávkujícími nedošlo a spor byl vyřešen počátkem října.
Po sloučení lehkých jízdních pluků byl Blackburn 1. července 1930 převelen k 18./23. lehkému jízdnímu pluku a 1. října téhož roku k 18. lehkému jízdnímu (kulometnému) pluku. V roce 1933 se Blackburn stal koronerem města Adelaide a tuto funkci zastával čtrnáct let, přičemž během služby za druhé světové války měl dovolenou. V této funkci byl kritizován za to, že odmítal veřejně vysvětlovat svá rozhodnutí nevést vyšetřování; tuto kritiku ignoroval. ALP napadala Blackburnovo rozhodování ve funkci koronera, podle Faulknera to bylo pravděpodobně ovlivněno jeho angažmá v ESMV v roce 1928 a jeho příklonem ke konzervativní politice. K nim se přidal i redaktor listu The News, který vydal několik úvodníků kritizujících Blackburna. Ve své funkci se Blackburn často zabýval úmrtími navrátivších se vojáků a vraždami, které spáchali. Dne 6. května 1935 byla Blackburnovi udělena Stříbrná jubilejní medaile krále Jiřího V. V roce 1935 byl Blackburn vyznamenán medailí za zásluhy. Dne 15. ledna 1937 byl povýšen na majora, stále u stejného pluku, a v témže roce mu byla udělena Korunovační medaile krále Jiřího VI. Dne 1. července 1939, několik měsíců před vypuknutím druhé světové války, byl povýšen na podplukovníka a jmenován velitelem 18. lehkého jízdního (kulometného) pluku.

## Druhá světová válka
Blackburn přestal v roce 1940 vykonávat právnickou praxi a 20. června byl jmenován velitelem 2/3. kulometného praporu, součásti Druhých australských imperiálních sil, které byly během druhé světové války povolány do služby v zámoří. Byl jedním z pouhých tří australských nositelů VC z první světové války, kteří se dobrovolně přihlásili do zámořské služby ve druhé světové válce. Jedenáct důstojníků, které Blackburn vybral pro svou novou jednotku, byli bývalí důstojníci 18. lehkého jízdního (kulometného) pluku, včetně zástupce velitele praporu majora Sida Reeda, který se ukázal jako cenný pomocník při mírnění Blackburnova temperamentu. Jednotka vznikla ve čtyřech různých státech: velitelství a rota A v Jižní Austrálii, rota B ve Victorii, rota C v Tasmánii a rota D v Západní Austrálii. Soustředila se v Adelaide 31. října, načež Blackburn zformoval odděleně postavené roty do jedné organizace. Ve výcviku se výrazně uplatňovaly vícedenní trasové pochody; Blackburn vždy pochodoval v čele svého praporu. Po absolvování výcviku prapor odjel do Sydney, kde se 10. dubna 1941 nalodil na loď SS Ile de France. Prapor odplul na Blízký východ přes Colombo, kde měl deset dní dovolené, a 14. května se vylodil v Egyptě. Po příjezdu byl prapor přidělen k 7. divizi v Palestině, kde prošel dalším výcvikem v táboře severně od Gazy.

### Syrsko-libanonská kampaň

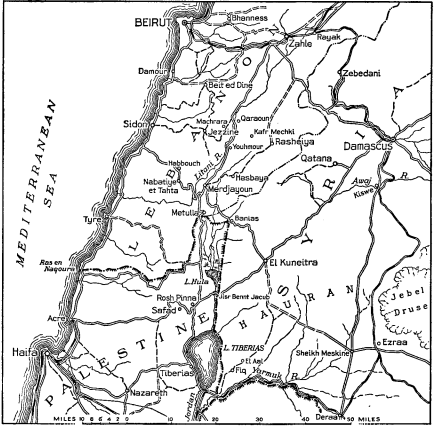
Francouzský mandát pro Sýrii a Libanon spravovaly vichistické jednotky

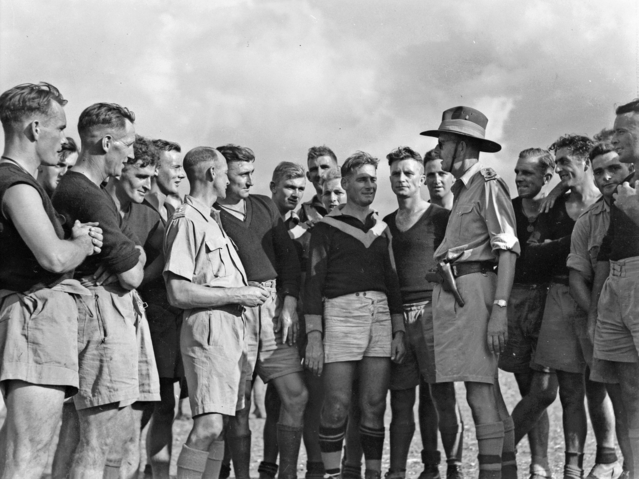
Blackburn hovoří k příslušníkům svého praporu během přestávky v zápase australského fotbalu

V polovině června byl prapor nasazen v rámci syrsko-libanonské kampaně proti vichistickým Francouzům ve Francouzském mandátu Sýrie a Libanonu. Vzhledem k zapojení jednotek vichistické Francie a Svobodných Francouzů na opačných stranách byla kampaň politicky citlivá a v důsledku silné cenzury se o ní v Austrálii v té době příliš neinformovalo; povaha bojů, pokud o nich bylo informováno, byla také bagatelizována, protože vichistické jednotky měly početní převahu nad spojenci a byly také lépe vybaveny. Spojenecký plán zahrnoval čtyři osy útoku, přičemž 7. divize byla nasazena především na pobřežní tažení na Bejrút v Libanonu a na centrální údery směrem na Damašek v Sýrii. Blackburn zpočátku dělil svůj čas mezi divizní velitelství v Palestině a frontu, zatímco tři roty 2/3. praporu spolu s baterií protitankových děl tvořily jedinou divizní zálohu.
2/3. kulometný prapor byl plně nasazen 15. června, kdy velitel I. sboru, australský generálmajor John Lavarack, nasadil divizní zálohu k zajištění mostu přes řeku Jordán a zmaření velkého protiúderu vichistické Francie, který hrozil zmařením kampaně. Jednalo se o noční jízdu za tmy v délce 28 mil (45 km) poměrně vysokou rychlostí po nerovných a zrádných cestách k mostu; Blackburn jel v čele svých sil. Po příjezdu dostal rozkaz oddělit jednu ze svých rot na sever, aby zablokovala silnici z Metully. Blackburn pak vedl rotu A na další 19 mil (30 km) dlouhou cestu, než se vrátil, aby zkontroloval rozmístění svých zbývajících jednotek u mostu, poblíž kterého zřídil své velitelství. Rovněž 15. června byla rota D oddělena od praporu, aby podpořila pobřežní postup, a zůstala tak po celou dobu kampaně.
Během dne dorazil britský štábní důstojník a nařídil Blackburnovi, aby poslal rotu, dvě protitanková děla a dva obrněné vozy naložené municí do Quneitry, o níž Blackburn pochopil, že se vzdala vichistickým Francouzům. Blackburn se tomuto dalšímu rozdělení svých sil bránil, ale když byl rozkaz potvrzen vyšším velením, brzy ráno 16. června poslal na sever předvoj čítající asi 200 mužů. Jednotka zaujala pozice na hřebeni s výhledem na město, ale brzy získala informace, že město drží 1 500 vichistických Francouzů, podporovaných četnými tanky a obrněnými vozy. Blackburn, který měl velké obavy o svůj předvoj, se rozhodl sám vyrazit na hřeben, aby zkontroloval rozmístění. Mezitím se velitel roty na tomto místě snažil přemluvit vichistické francouzské tanky, aby se přiblížily na dostřel jeho protitankových děl, ale bez úspěchu. Před Blackburnovým příjezdem dorazila britská baterie polních děl Ordnance QF ráže 25 liber. V další snaze vylákat vichistické Francouze Blackburn osobně vyjel se svým štábním vozem dopředu a kroužil v exponovaném postavení, ale vichističtí Francouzi opět nezachytili návnadu. Pozdě večer dorazil prapor britské pěchoty, který pod krycí palbou kulometčíků zaútočil a dobyl město; pětadvacítky vyřadily tři obrněné vozy vichistických Francouzů. Blackburnovy předsunuté jednotky významně přispěly k zastavení protiúderu vichistických Francouzů.
Blackburnova oblast odpovědnosti byla nakrátko rozšířena na všechny trasy na východ od Jordánu až po Kunejtru. Pro pokrytí této oblasti mu byly přiděleny eskadry lehkých tanků a Bren carrierů a také britská obvaziště pro ošetřování raněných. Dne 19. června dostaly jeho jednotky rozkaz postupovat směrem k Damašku. To zahrnovalo 25 mil (40 km) jízdy do Sheikh Meskine a poté 50 mil (80 km) cesty na sever, která kvůli stavu silnic trvala téměř dva dny. Mezitím byl Blackburn odvolán zpět do Roš Pinny v Palestině, aby obdržel rozkazy od velitele damašské fronty, generálmajora Johna Fullertona Evettse z britské 6. pěší divize, který mu nařídil, aby pomohl „unaveným a sklíčeným“ Svobodným Francouzům postupovat k Damašku. Pro splnění tohoto úkolu byly jeho síly zkráceny na posílenou rotu 2/3 a pět protitankových děl, celkem asi 400 mužů. Blackburn dorazil 20. června na velitelství Svobodných Francouzů, kde mu bylo sděleno, že jejich útok ochabl asi o 9,3 míle (15 km) jižně od Damašku.

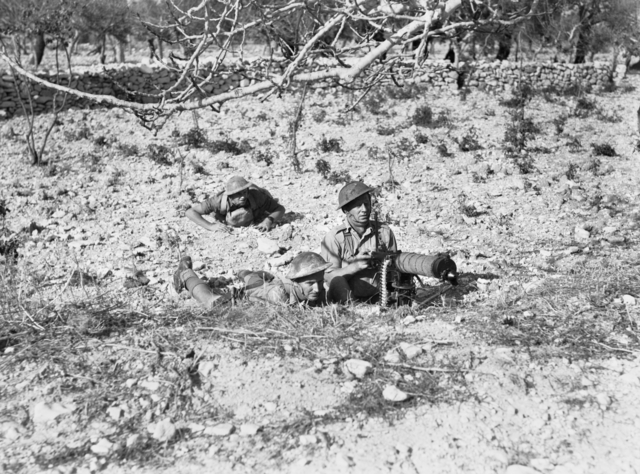
Hnízdo kulometů Vickers ze 2/3. kulometného praporu v Sýrii

Na levém křídle sil Svobodných Francouzů byl australský 2/3. pěší prapor, který útočil od jihozápadu směrem k městu Mezze západně od Damašku. Plánovaný útok Svobodných Francouzů byl naplánován na 17:00, ale nepohnul se kupředu. Blackburn opět vyrazil vpřed, ale Svobodní Francouzi se opět odmítli pohnout. Aby se útok pohnul, nařídil Blackburn jedné četě kulometčíků postupovat vpřed k zákopu asi 1 100 yardů (1 km) blíže k Damašku. Vichističtí Francouzi na ně nestříleli a pár vichistických francouzských tanků, které se objevily, bylo zasaženo protitankovými puškami Boys. Senegalské jednotky Svobodných Francouzů pak postoupily k zákopu drženému Australany. Blackburn poté nařídil zbytku svých mužů postupovat vpřed. Tento postup, kdy australští kulometčíci postupovali vpřed a Svobodní Francouzi je následovali, Blackburn opakoval, dokud předsunuté jednotky nepostoupily celkem o 3 míle (4,8 km) a nedosáhly předměstí Damašku. V poslední fázi začali vichističtí Francouzi odpovídat ručními zbraněmi a dělostřelectvem a jejich tanky a odstřelovači si vynutili noční zastavení.
Mezitím 2/3. pěší prapor obsadil pozice vichistických Francouzů západně od Damašku a odřízl cestu do Bejrútu. Ráno 21. června začali Svobodní Francouzi postupovat; Blackburnovi kulometčíci je podporovali a chránili jejich pravé křídlo pro případ protiútoku vichistických Francouzů z východu. Kolem 11:00 se z Damašku vynořila kolona vichistických Francouzů vedená autem s bílou vlajkou. Po několika diskusích Blackburn doprovodil vichistické Francouze a Svobodné Francouze zpět do města, kde Blackburn jako přítomný vyšší spojenecký velitel přijal kapitulaci. Mezitím se vichistický francouzský útok směrem k Metulle nedostal k rotě A a 16. června dostala rota rozkaz k předsunutí do podpůrných pozic pro útok 2/2. pionýrského praporu na pevnost v Merdžajúnu. Během několika dní se pionýři bojující jako pěchota a 2/25. prapor postavili proti dobře drženým pozicím vichistických Francouzů, dokud se obránci v noci na 23. června nestáhli.
V krátkém útlumu po pádu Damašku byli Blackburnovi muži, mimo roty D, rozptýleni v široké oblasti centrální fronty a podporovali pěchotu. Blackburn nadále navštěvoval své oddíly a často projevoval pohrdavý postoj k přicházející dělostřelecké palbě, který jeho muže udivoval. Vzhledem k tomu, že vichističtí Francouzi byli v centru zablokováni a Spojenci nebyli schopni postupovat z Damašku, rozhodl se celkový velitel, nyní generálporučík Lavarack, vložit hlavní úsilí do pobřežního postupu směrem k Bejrútu. Rota D ze 2/3. brigády, rozdělená mezi různé pěší prapory, které postupovaly po pobřežní silnici, bojovala u Damouru na začátku července, než vichističtí Francouzi v polovině července požádali o příměří. Prapor během kampaně utrpěl 43 ztrát; devět mrtvých a 34 zraněných. Na konci července Blackburn prapor opustil a připojil se ke Spojenecké kontrolní komisi pro Sýrii v Bejrútu, která měla na starosti mimo jiné repatriaci francouzských válečných zajatců. Na pomoc mu vyslal několik důstojníků ze 2/3, kteří hojně cestovali po Sýrii a dokonce se jim podařilo krátce přejít do Turecka. Zapojil se do pokusu o arbitráž v roztržitých vztazích mezi zajatými vichistickými Francouzi a Svobodnými Francouzi, kteří je chtěli naverbovat, ale Svobodní Francouzi byli v této snaze většinou neúspěšní, pouze 5700 ze zbývajících vhodných 28 000 vichistických vojáků se přidalo k jejich věci.
Po skončení kampaně zůstaly 2/3 jednotky jako součást spojeneckých okupačních sil v Sýrii a Libanonu, aby se bránily případnému postupu sil Osy na jih přes Kavkaz. Prapor bránil pozice severovýchodně od Bejrútu, zpočátku v okolí Bikfáje, ale po zbytek roku 1941 byl přesouván na různá místa včetně Aleppa na turecké hranici. Ve Fíhu u Tripolisu přečkali krutou zimu plnou mrazu a sněhu, která byla přerušována odjezdy do Tel Avivu. V té době se Blackburn vrátil k praporu po působení ve funkci předsedy vojenského soudu a dalšího vyšetřování, kde se dobře uplatnily jeho právnické schopnosti. O Vánocích ho navštívil Blackburnův syn Richard, který byl na dovolené u 9. divize jezdeckého pluku, jež se nacházela v Palestině.

### Jáva

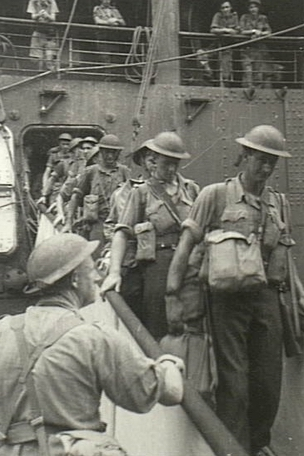
Australští vojáci (pravděpodobně z 2/2. pionýrského praporu) při vylodění v Tanjung Priok v polovině února 1942

14. ledna 1942, po vstupu Japonska do války, opustily 2/3. jednotky Fih a vydaly se na jih do Palestiny. Dne 1. února prapor, zmenšený o jednu rotu a bez kulometů a vozidel, opustil Střední východ na lodi SS Orcades. Na Orcades se nacházel také 2/2. pionýrský prapor, ženisté 2/6. polní roty, prvky 2/2. protiletadlového pluku a 2/1. lehkého protiletadlového pluku, 105. všeobecná dopravní rota, 2/2. polní obvaziště a různé další. Na loď, která byla dimenzována pro 2000 cestujících, bylo naloženo 3400 osob. Blackburn byl jako vyšší důstojník na palubě jmenován velitelem naloděných jednotek a zajistil, aby byli vojáci zaměstnáni náletovými a záchrannými cvičeními, tělesným výcvikem a přednáškami. Dne 10. února loď opustila Kolombo v doprovodu britských a později australských válečných lodí.
Blackburn dostal rozkaz vysadit 2 000 svých mužů na břeh v Oosthavenu na Sumatře v Nizozemské východní Indii, aby pomohli bránit letiště poblíž Palembangu, asi 190 mil (300 km) severně od přístavu. Tito muži měli být známí jako „Boostforce“. Bylo to v souladu s plánem, který zahrnoval 6. a 7. divizi bránící Jávu, respektive Sumatru. Vzhledem k nedostatku ručních zbraní byla část jednotek vybavena zbraněmi z Orcadovy zbrojnice, včetně zastaralých a neznámých pušek Springfield, Ross a Martini Henry. Někteří vojáci neměli střelnou zbraň vůbec a 2/3. praporu chyběly nejen jeho kulomety Vickers, ale neměl ani žádné lehké kulomety Bren. Blackburn měl vést „Boostforce“, jejíž cíl označil za „sebevražednou misi“, zejména vzhledem k tomu, že Japonci 14. února provedli na Sumatře výsadek. Orcades spustil kotvu asi 3 km od pobřeží. Přestože Blackburn obdržel zprávu, že Japonci jsou již v Palembangu, dostal rozkaz vylodit své jednotky, které byly 15. února kolem soumraku dopraveny na břeh malým nizozemským tankerem. Právě se vyloďovali, když obdrželi rozkaz vrátit se na Orcades, protože Japonci byli od Oosthavenu vzdáleni pouhých 11 mil (18 km). Za tmy se dopravili zpět na loď a v časných ranních hodinách následujícího dne zvedli kotvy. Zatímco byli na své neúspěšné misi, Singapur padl.
Orcades byla eskortována přes Sundský průliv a kolem 14:00 16. února zakotvila ve vnějším přístavu Tanjung Priok, přístavu Batávie, hlavního města Nizozemské východní Indie. V poledne následujícího dne Orcades vplul do přístavu, který zachvátil značný zmatek. Australští lupiči a dezertéři ze Singapuru zasypávali Orcades konzervami a dalšími předměty. Blackburn vyslal na břeh skupinu pionýrů, aby je obklíčila. Dal jim na vybranou, zda se přidají k jeho jednotce, nebo budou obviněni z dezerce. Mnozí se přidali, ale jejich oddanost jednotce byla sporná. Většina vojáků na palubě Orcades zůstala na lodi po celý zbytek dne a celý následující den. Dne 19. února obdržel Blackburn rozkaz k vylodění asi 2 000 mužů a po několika falešných startech se v podvečer vydali na břeh.

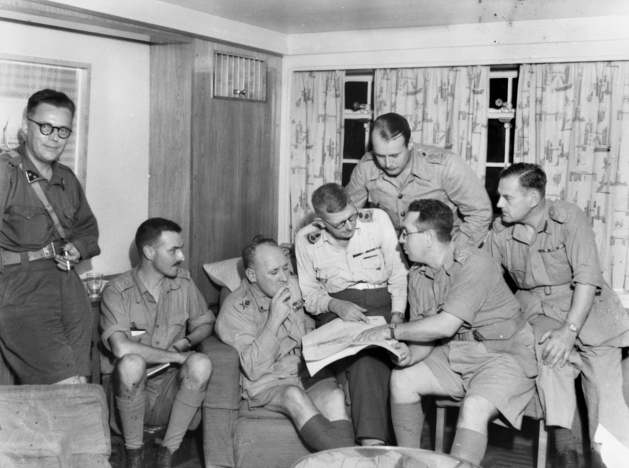
Generálmajor Arthur „Tubby“ Allen (uprostřed, sedící) a Blackburn (vlevo s mapou) spolu s dalšími důstojníky 7. divize zkoumají mapu Jávy

Dne 21. února byl Blackburn dočasně povýšen na brigádního generála a pověřen velením všem 3 000 australským vojákům na Jávě, souhrnně nazývaným „Blackforce“. Blackforce se skládal ze 2/3. kulometného praporu, 2/2. pionýrského praporu, 2/6. polní roty (ženisté), čety přestárlých strážců velitelství, 105. všeobecné dopravní roty, 2/3. záložní automobilové dopravní roty, 2/2. stanice pro likvidaci ztrát, asi 165 opozdilců a 73 posil. Přibližně polovinu vojáků tvořily spíše podpůrné než bojové jednotky. Blackburn zorganizoval své vojáky do tří pěších praporů, jejichž základem byli kulometníci, pionýři a ženisté v tomto pořadí, vytvořil velitelství a z 2/3. záložní automobilové dopravní roty vytvořil podpůrnou dopravní a zásobovací jednotku. Blackforce dostal pokyn bojovat po boku místních nizozemských jednotek pod celkovým velením nizozemského generálporučíka Heina ter Poortena, ale byl podřízen místnímu nizozemskému diviznímu veliteli generálmajoru W. Schillingovi a generálnímu důstojníkovi velícímu britským jednotkám v Nizozemské východní Indii generálmajorovi Herveymu Sitwellovi. Blackforce byla v podstatě nasazena k dosažení politického cíle, kterým bylo posílení odhodlání Nizozemců, kteří byli podle australského náčelníka generálního štábu generálporučíka Vernona Sturdeeho „zcela nepohybliví... nezkušení a pravděpodobně málo vycvičení“.
Na základě zkušeností z bojů v Malajsii a Singapuru, které ukázaly marnost statické obrany, Blackburn přijal jako zásady pro Blackforce mobilitu, protiofenzívu a hloubkovou obranu. Blackforce se dokázal do značné míry přezbrojit z přístavišť v Tanjung Prioku, kde získal stovky kulometů Bren a samopalů Thompson, granátů, munice a vozidel ze zásob původně určených k zásobování Singapuru. Těžké zbraně zůstávaly nedostatkovým zbožím, ačkoli bylo k dispozici několik minometů a lehkých obrněných vozidel. Blackburnovi nizozemští velitelé nařídili, aby rozptýlil své síly a chránil pět letišť před výsadkem parašutistů, což byl rozkaz, který Blackburn jen nerad uposlechl, protože se obával rozdělení Blackforce. Dne 20. února se rozdělil mezi jednotlivá letiště, kde si jeho příslušníci zřídili obranné pozice. Blackburn zřídil své velitelství v Batávii. Dne 23. února se Blackburn vydal za Schillingem a požádal, aby mu bylo povoleno soustředit své síly k výcviku, ale to bylo odmítnuto. Následujícího dne byl Blackburn předvolán na velitelství americko-britsko-nizozemsko-australského velení generála sira Archibalda Wavella v Bandungu, kde se setkal s Wavellem. Dostal pokyn, aby své síly použil k útočným operacím proti Japoncům. Dne 25. února Sitwell a Schilling povolili soustředit Blackforce za tímto účelem a Sitwell připojil k Blackburnovu velení americkou dělostřeleckou jednotku, britský signální oddíl a eskadru šestnácti zastaralých lehkých tanků.

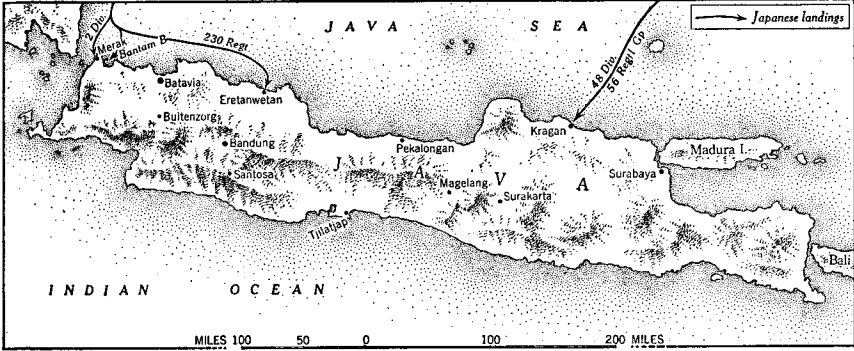
Mapa zobrazující místa japonského vylodění na Jávě koncem února 1942

Do 27. února Blackburn zřídil své velitelství v Buitenzorgu na cestě mezi Batávií a Bandungem. Blackforce měl být ponechán jako mobilní záloha, která měla udeřit na Japonce, jakmile se vylodí, a Nizozemci měli provádět zdržovací akce. Následující noci se Japonci vylodili s divizí v oblasti Merak na severozápadním cípu Jávy a s plukem východně od Batávie u Eretanwetanu. Obě vylodění se obešla bez odporu a pluk byl veden prvky páté kolony mezi obyvatelstvem. Další divize a další pluk se vylodily 160 mil (250 km) dále na východ podél jávského pobřeží. Japonské síly, které se vylodily na Jávě, čítaly 25 000 mužů. Proti nim byly postaveny nizozemské síly o stejné síle v poměru jeden Nizozemec na 40 místních rekrutovaných vojáků. Mnoho místních vojáků považovalo Japonce spíše za osvoboditele od nizozemského kolonialismu než za nepřítele, kterému je třeba se postavit na odpor.
Japonci postupovali z Meraku rychle a do poledne 1. března urazili 37 mil (60 km), přičemž Nizozemci kladli jen malý odpor. Japonské síly se rychle zmocnily Serangu a poté se rozdělily na dvě kolony, z nichž jedna postupovala na východ podél severního pobřeží směrem k Batávii a druhá projížděla na jihovýchod k Rangkasbitungu a Djasingovi a připravovala se překročit řeku Tjianten u Leuwiliangu a dobýt Buitenzorg. Původně Blackburn plánoval na 2. března protiútok proti jižnímu postupu s Nizozemci, kteří měli zadržet Japonce u Djasingy, ale ten byl zrušen, když se Nizozemci stáhli do oblasti Bandungu, 50 mil (80 km) východně od Leuwiliangu. V rámci ústupu vyhodili Nizozemci 2. března brzy ráno do povětří 260 stop (80 m) vysoký most přes řeku Tjianten u Leuwiliangu, čímž značně omezili Blackburnovu svobodu manévrování proti jižním silám. Poté dostal od Schillinga rozkaz přesunout většinu svých sil přibližně 100 mil (160 km) na východ a provést protiútok proti silám o velikosti pluku, které se vylodily u Eretanwetanu a postupovaly na jih směrem k Bandungu. Tento rozkaz byl odvolán poté, co se proti němu Blackburn postavil s odůvodněním, že pozice Japonců není známa, útok by byl špatně připraven a jeho úsilí by bylo lepší vynaložit na přípravu zadního voje v Leuwiliangu. Sitwell Blackburna podpořil. Blackburn, který byl nyní schopen konsolidovat pozice proti jižním silám, rozmístil dvě roty své nejsilnější bojové jednotky, 2/2. Pioneers, v hloubce podél silnice východně od Leuwiliangu a zbytek Blackforce ponechal v záloze, připraven vést protiobkličovací operace.
Kolem 12:00 2. března dorazilo ke zničenému mostu pět japonských lehkých tanků a pionýři se s nimi okamžitě utkali. Dva tanky byly rychle vyřazeny a zbytek se stáhl. Blackburn si uvědomil, že Japonci začnou zkoumat jeho obranu a pokusí se ji obejít, a nařídil svým zálohám, aby se rozprostřely severně a jižně od hlavního blokovacího postavení u Leuwiliangu. Japonci se brzy pokusili překročit řeku asi 270 yardů (250 m) jižně od mostu, ale setkali se s krupobitím palby a s těžkými ztrátami se stáhli. V následujících třech dnech se Japonci pokoušeli obchvátit a obklíčit australské pozice, hlavně na jihu, ale Blackburn rozmístil své síly na křídlech, aby je kontroloval. Při jedné příležitosti mírně stáhl jednu ze svých jednotek, přetáhl značný počet Japonců přes řeku do vražedného prostoru a způsobil jim vážné ztráty. Blackburn nasadil své poslední rezervy odpoledne 4. března a nakonec byl ještě téhož odpoledne obchvácen na jih. Nařídil svým mužům přerušit kontakt a stáhnout se blíže k Buitenzorgu. Za cenu ztráty asi 100 padlých Blackforce zadržoval japonské síly o velikosti divize po tři dny a zabil asi 500 Japonců a dalších 500 zranil. Japonci později uvedli, že se domnívali, že Blackforce má sílu divize, přestože šlo jen o slabou brigádu.
Blackburn provedl bojový ústup přes řadu ústupových pozic do bodu jihovýchodně od Buitenzorgu, poté se odpoutal a přesunul se zpět do Sukabumi, asi 25 mil (40 km) jihovýchodně od Buitenzorgu. Blackburn pak dostal rozkaz nasadit Blackforce do bandungského perimetru jako mobilní zálohu. Brzy se ukázalo, že Nizozemci se chystají kapitulovat, a velitelé Commonwealthu se rozhodli opustit Nizozemce a zaujmout pozici jižně od Bandungu. Poorten se 8. března vzdal Jávy, ale Blackburn se k tomu stavěl odmítavě a vyhledal lékařskou radu ohledně myšlenky pokračovat v odporu v kopcích. Tento postup mu byl doporučen kvůli pravděpodobnosti, že mnoho vojáků onemocní tropickými a jinými nemocemi, a 11. března se vzdal. Během bojů na Jávě bylo zabito 36 Australanů a 60 jich bylo zraněno. Ve svém posledním rozkazu velitelům Blackburn napsal:
Využijte nejbližší příležitosti a řekněte svým mužům, že tato kapitulace není mým rozhodnutím ani rozhodnutím generála Sitwella. Všichni jsme byli postaveni pod velení vrchního velitele NEI [Nizozemské východní Indie] [Poortena] a ten nám nařídil, abychom se vzdali. [zvýraznění v originále]

### Vzajetí
Až do konce března se Blackforce nacházel ve městech, mimo jiné na náměstí v Leles, které bylo obehnáno ostnatým drátem. Poté byla rozdělena a vojáci byli rozptýleni do různých táborů. Blackburnovi bylo zpočátku řečeno, že značná část jeho vojáků bude poslána do Batávie a že budou muset pochodovat 150 mil (240 km) rychlostí 19 mil (30 km) denně a v období dešťů tábořit u silnice bez přístřeší. Mnoho vojáků již mělo úplavici a/nebo malárii a někteří nebyli zvyklí pochodovat na dlouhé vzdálenosti. Blackburn napsal dopis, podepsaný dalšími spojeneckými veliteli, v němž proti tomuto rozkazu protestoval. V dopise stálo, že pokud bude rozkaz splněn, muži zemřou a že za jejich smrt bude činit odpovědnými Japonce. Japonci rozkaz zrušili a vojáci odjeli vlakem, který vyjel 13. dubna. Mnozí ze 2/3 byli posláni do jiného tábora.

### Cyklistický tábor

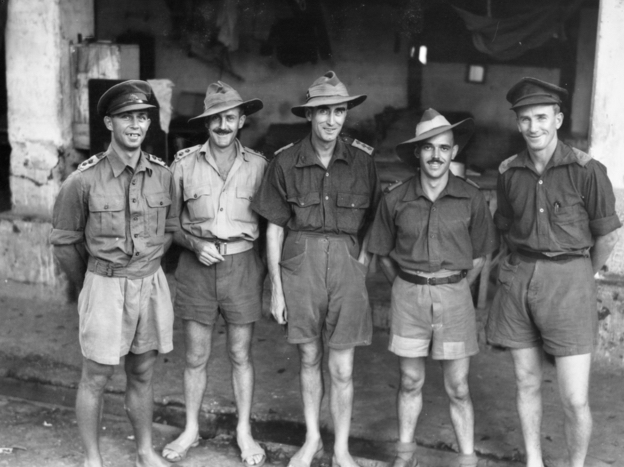
Skupina důstojníků 2/3. kulometného praporu

Blackburn dorazil do takzvaného „cyklistického tábora“ v Batávii 14. dubna. Sitwell a další vyšší důstojníci byli izolováni v oplocené části tábora, takže Blackburn se stal vyšším důstojníkem a jeho zástupcem byl americký plukovník Albert Searle. V táboře se nacházelo asi 2 600 válečných zajatců: 2 000 Australanů, 200 Britů, 200 Američanů, 100 Indů a 100 Nizozemců, kteří byli namačkáni v bývalých nizozemských kasárnách určených pro 1 000 osob. Během prvního měsíce v táboře si Blackburn začal psát deník pomocí staré účetní knihy, který si vedl po většinu doby internace navzdory výslovným příkazům Japonců. V jednu chvíli z knihy sundal desky a stránky ukryl do podšívky svého pláště. Příděly jídla v táboře Bicycle byly chudé, a protože Japonsko nebylo smluvní stranou Ženevské úmluvy o zacházení s válečnými zajatci a nedodržovalo její ustanovení, bylo obtížné udržet disciplínu, protože všichni kromě Blackburna museli pracovat bez ohledu na hodnost.
Blackburn organizoval aktivity na zmírnění nudy a důsledně se stavěl proti Japoncům. Byl vyslýchán a nejméně jednou ho udeřil strážný, ale mučení byl ušetřen. Nižší důstojníci byli vystaveni mučení, bití a dalšímu týrání. Japonci se snažili Blackburna a další přesvědčit, aby se podíleli na propagandistickém rozhlasovém vysílání, ale Blackburn jim to zakázal a sám to odmítl. V červnu Japonci nařídili všem zajatcům, aby podepsali formulář, že se podřídí všem rozkazům a nebudou klást odpor svým věznitelům. Blackburn podepsal až po připojení dodatku „s výjimkou případů, kdy je to v rozporu s mou přísahou věrnosti Jeho Veličenstvu králi“. Když byl předložen další formulář, který vyžadoval složení přísahy, Blackburn odmítl. Výsady byly odebrány, desítky důstojníků a mužů byly zbity a Blackburn byl umístěn na samotku. Když se nakonec Američané rozhodli podepsat, Blackburn v zájmu jednoty souhlasil a nařídil všem vojákům podepsat. Koncem července si byl Blackburn vědom, že kvůli špatným přídělům potravin zhubl asi o 2 kameny (28 lb; 13 kg) (28 liber).
Blackburn byl 1. září 1942 povýšen na podplukovníka, ale během pobytu v zajetí si ponechal dočasnou hodnost brigadýra. V témže měsíci začal trpět depresemi a onemocněl horečkou dengue. Japonský velitel byl nahrazen přísnějším mužem a stráže byly nahrazeny Korejci, kteří si rychle získali pověst krutých mužů. Za drobné přestupky, jako například za to, že se dostatečně rychle nepostavili do pozoru, byli biti. Začátkem října opustilo tábor 1 500 válečných zajatců, včetně téměř všech pionýrů z 2/2. pěšího pluku, kteří měli namířeno na Thajsko-barmskou železnici. Další skupina 84 zajatců odešla o několik dní později, ale ztráty byly brzy vyrovnány příchodem několika tisíc příslušníků nizozemského a 113 příslušníků královského letectva z tábora v Bandungu. V této fázi již v táboře každých pár dní umíral jeden válečný zajatec, především na úplavici. O Vánocích se podmínky poněkud zlepšily a Blackburnovi se podařilo shromáždit dostatek prostředků na nákup potravin pro štědrovečerní večeři. Dne 28. prosince byl vyhnán z tábora Bicycle, aby pokračoval v internaci na jiném místě. Historik jednotky 2/2. pionýrského pluku později o Blackburnově pobytu v táboře Bicycle napsal: „Jeho tichá důstojnost, maskující nezlomného ducha protestu proti japonským nespravedlnostem, mu vynesla obdiv důstojníků a mužů, kteří s ním sdíleli ponížení v zajetí“.

### Čangi, Japonsko a Formoza
Blackburn a někteří další vyšší důstojníci byli převezeni lodí z Jávy do Singapuru, kam dorazili 1. ledna 1943, a Blackburn byl krátce držen v zajateckém táboře Changi. Pobýval zde mnohem uvolněněji než na Jávě a užíval si svobody pohybu a možnosti setkat se s přáteli, včetně svého seržanta z čety z první světové války. Nedocházelo zde k bití a Japonců bylo vidět jen málo, protože dozorci byli převážně sikhští přeběhlíci z britské indické armády. Dne 7. ledna dorazila z Jávy skupina 900 válečných zajatců, včetně velkého počtu 2/3 mužů, vedená chirurgem podplukovníkem Ernestem „Weary“ Dunlopem. Tato skupina brzy skončila na thajsko-barmské železnici spolu s 2/2. pionýrskou jednotkou. Blackburnův pobyt skončil 10. ledna, ale ne dříve, než mu Dunlop předal seznam mužů, které doporučil k povýšení nebo vyznamenání po válce.
Spolu s dalšími vyššími důstojníky, včetně Sitwella, ter Poortena a Searla, byl Blackburn poslán po moři do Japonska, kam dorazil 19. ledna. Po krátkém pobytu v táboře, kde byli umístěni američtí a indičtí váleční zajatci, opustila skupina vyšších důstojníků 25. ledna Japonsko lodí a o čtyři dny později se vylodila na jihozápadě Formosy (dnešní Tchaj-wan). Po příjezdu do tábora Karenko byla skupina předvedena před velitele a bylo jí nařízeno složit přísahu, že se nepokusí o útěk. Blackburn prohlásil, že přísahu podepíše pouze na protest a pod nátlakem, a zeptal se, jaký je trest za nepodepsání. Byl zbit a umístěn na samotku a Japonci ho podrobili spánkové deprivaci. O dva dny později přísahu podepsal a byl propuštěn do hlavního tábora. V táboře Karenko bylo umístěno 400 mužů, včetně nejvyšších spojeneckých důstojníků, které Japonci zajali, z nichž mnozí byli generálové. Jídla bylo málo, všichni museli pracovat a sedm týdnů po příjezdu byla Blackburnova váha o 7 stone 3 pounds (46 kg; 101 lb) (101 liber), tedy o 2 stone (28 lb; 13 kg) (28 liber) nižší, než když v roce 1914 narukoval.
Blackburn byl během pobytu v táboře Karenko několikrát zbit, stejně jako další vyšší důstojníci, často za ty nejmenší domnělé přestupky. Blackburnovými nejbližšími přáteli byli Sitwell a Searle. Dne 2. dubna byli všichni zajatci v hodnosti vyšší než plukovník posláni do nového tábora v Tamasatě, asi 62 mil (100 km) jižně od Karenka. Searle byl ponechán a Sitwell byl přidělen do jiného baráku než Blackburn. S některými svými kolegy válečnými zajatci vycházel jen obtížně, zejména s australskými brigádníky Haroldem Burfieldem Taylorem a Duncanem Maxwellem. S příchodem potravinových balíčků Červeného kříže v dubnu Blackburn přibral téměř 11 liber (5 kg) (11 liber). Přispěla k tomu snížená pracovní rutina ve srovnání s Karenkem. Blackburna v tomto období pronásledovala nuda a deprese a nedostatek dopisů z domova obojí ještě zhoršoval. V dubnu také Blackburnova rodina konečně obdržela potvrzení, že je naživu, protože od jeho zajetí o něm nic neslyšela. Začátkem června se spolu s dalšími 89 válečnými zajatci vrátil do Karenka, ale tento pobyt byl krátký, protože byli brzy převezeni do jiného tábora v Širakawě ve střední Formosě, kam dorazili 8. června. Strava byla opět špatná, řádila zde malárie a zajatci museli opět pracovat. Koncem srpna Blackburn od svého zajetí v březnu 1942 zhubl celkem o 4 kameny a 6 liber (28 kg) (61 kg).
Blackburnův zrak, který se již nějakou dobu zhoršoval, se zhoršil natolik, že nedokázal číst déle než půl hodiny. To přispělo k jeho depresi, která se ho opět zmocnila a byla doprovázena opakujícími se nočními můrami. Počátkem roku 1944 byl Blackburn v zajetí už téměř dva roky, ale od své rodiny nedostal jediný dopis. Pravidelně si s ním psali, ale dopisy se jim nedařilo doručit. Jeho zdravotní stav byl špatný, trpěl četnými nemocemi a silnými bolestmi hlavy. Teprve 29. března obdržel dopis datovaný 30. září 1942. V polovině roku 1944 dostal najednou deset dopisů a zjistil, že jeho syn Robert se oženil. Koncem září byli Blackburn a ostatní vyšší důstojníci převezeni do Heito na jihu Formosy a letecky přepraveni do Japonska, Pusanu v Koreji a odtud vlakem do Mandžuska.

### Návrat do Austrálie

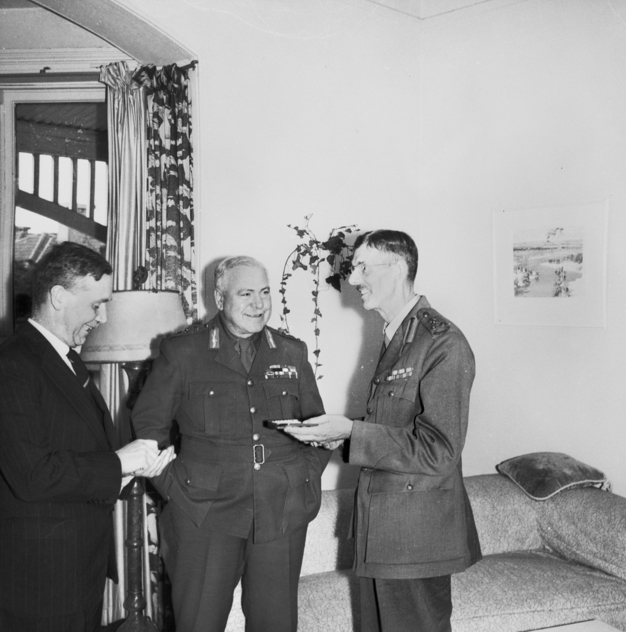
Setkání generála sira Thomase Blameyho s Blackburnem (vpravo) po jeho repatriaci do Austrálie

Blackburnův návrat do Austrálie byl okružní. Nejprve odletěl do Si-an a poté do Kunmingu v Číně, kde strávil 36 hodin v nemocnici. Další let vedl přes Himálaj do Kalkaty v britské Indii, kde byl hospitalizován dalších 36 hodin. Další destinací bylo Kolombo, odkud odletěl do australského Perthu, kam dorazil 13. září. Téhož dne byl letecky přepraven do Melbourne s krátkou zastávkou v Adelaide, protože se musel dostavit na velitelství armády a odevzdat úřední dokumenty, které si ponechal během internace. Jeho rodina za ním do Melbourne odcestovala vlakem. Setkali se s ním na nádraží a byli šokováni jeho vzhledem. V té době Blackburn vážil pouhých 6 stone 4 pounds (40 kg) (88 liber). Po týdnu v Melbourne se rodina vrátila do Adelaide a Blackburn byl dva týdny hospitalizován.
Po příjezdu do Adelaide ho přivítali tři další nositelé VC: Phillip Davey, Roy Inwood a Thomas Caldwell. V neděli po jeho návratu napochodovalo 62 bývalých příslušníků 2/3, kteří nebyli vyloženi na Jávě, do jeho ulice a postavili se do pozoru. I oni byli jeho vzhledem šokováni. Dne 9. května 1946 mu bylo uděleno vyznamenání Efficiency Decoration. Dne 28. května byl jmenován komandérem Řádu britského impéria (vojenské divize) (CBE) za statečnou a záslužnou službu na Jávě. V citaci k udělení CBE se uvádí, že:
„Blackforce“, které velel, byla velmi narychlo zorganizována a vybavena. Zahrnovala anglické, jak RAF, tak armádní a australské jednotky a personál. Někteří z nich, kteří opustili Singapur za velmi pochybných okolností, byli pochybné kvality. Díky vynikajícímu vedení a osobnímu příkladu brigádního generála Blackburna však bojovala tato malá jednotka skvěle. Disciplína a morálka zůstaly po celou dobu na vysoké úrovni.
V červnu a červenci následovalo další období v nemocnici. Blackburnovo jmenování do Second AIF bylo ukončeno 18. července, kdy se vzdal své dočasné hodnosti brigadýra a byl přeřazen do seznamu důstojníků v záloze. Zároveň mu byla udělena čestná hodnost brigadýra. Kromě CBE byl Blackburn za svou službu během druhé světové války vyznamenán také Hvězdou 1939–1945, Hvězdou Pacifiku, Defence Medal, War Medal 1939–1945 a Australia Service Medal 1939–1945. Oba Blackburnovi synové, Richard a Robert, sloužili během druhé světové války v druhé AIF.

### Pozdější život

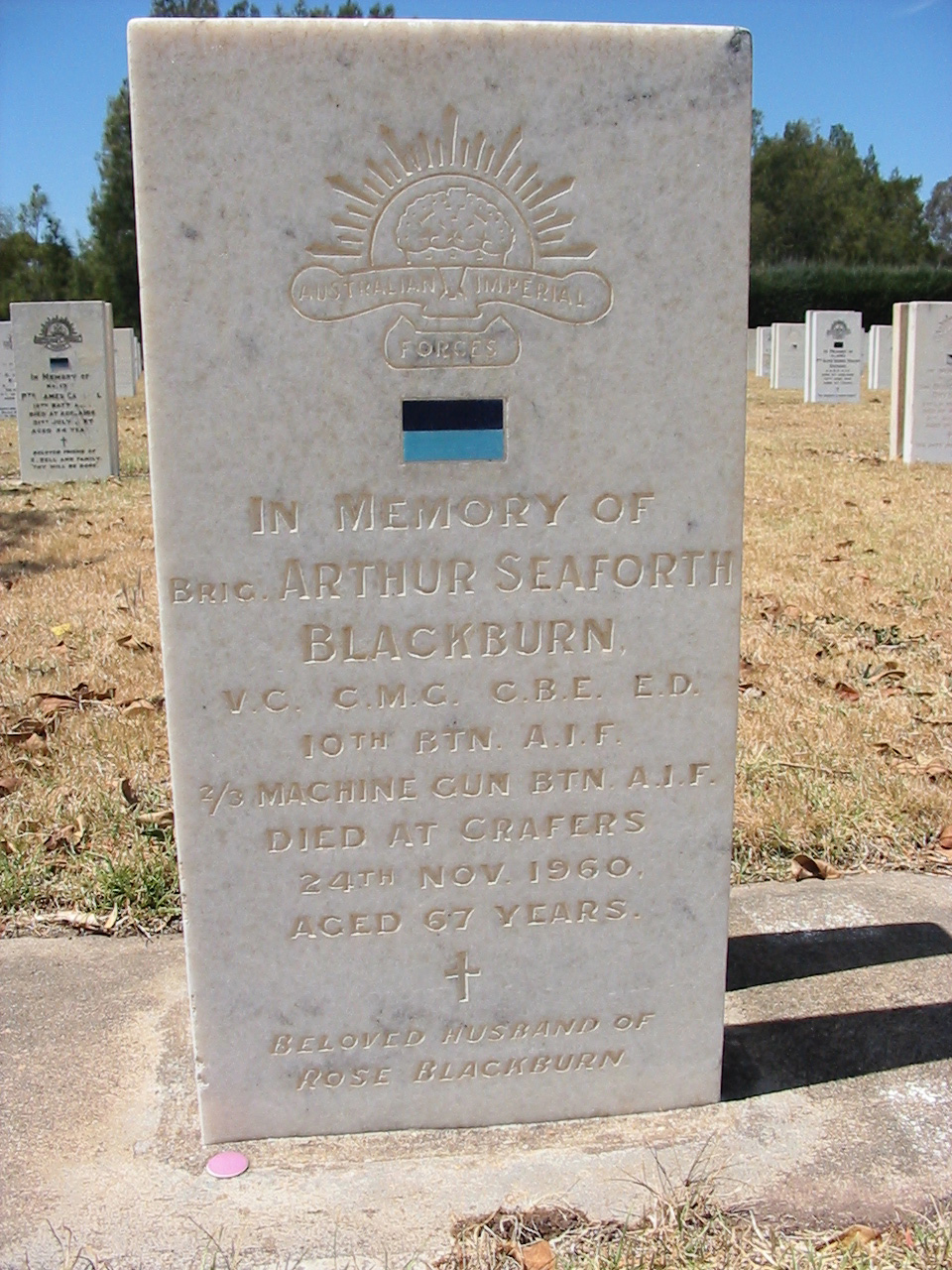
Blackburnův náhrobek na hřbitově West Terrace v sekci AIF

Dne 11. října 1946 byl Blackburn opět jmenován do aktivní služby ze seznamu důstojníků v záloze a byl opět dočasně povýšen na brigádního generála, zatímco byl přidělen k 2. australskému oddělení pro válečné zločiny jako svědek před Mezinárodním vojenským tribunálem pro Dálný východ v Tokiu v Japonsku. Navzdory své ochotné účasti se domníval, že procesy jsou zaměřeny především proti těm, kteří se na zločinech fyzicky podíleli, a nikoliv proti těm, kteří je nařídili. V prosinci byl opět zvolen státním prezidentem přejmenované Australské imperiální ligy navrátivších se námořníků, vojáků a letců (RSSAILA), podporován McCannem, který byl zvolen viceprezidentem. Nadále se zasazoval ve prospěch veteránů a zvláště se zajímal o přeživší muže ze 2/3. Dne 11. ledna 1947 byl Blackburn přeřazen zpět na seznam důstojníků v záloze a ponechal si čestnou hodnost brigadýra.
Blackburn se kvůli svému zdraví nemohl vrátit k soukromé právní praxi, v roce 1947 se vzdal funkce městského koronera a byl jmenován jedním z patnácti inauguračních smírčích komisařů Smírčího a rozhodčího soudu Commonwealthu, kterou zastával až do roku 1955. Vzhledem k jeho politické minulosti a podílu na potlačování dělníků v docích „Brigádou na obranu občanů“ v roce 1928 vyjádřil jihoaustralský sjezd ALP „vážné znepokojení“ nad jeho jmenováním. Od roku 1947 až do své smrti byl také předsedou správců svěřeneckého fondu Services Canteen Trust Fund. V roce 1948 byl Blackburn znovu zvolen předsedou RSSAILA. Dne 8. června 1949 byl Blackburn jmenován čestným plukovníkem univerzitního pluku v Adelaide (AUR) a v lednu 1950 byl přeřazen na seznam důchodců s čestnou hodností brigádního generála. V září téhož roku se vzdal funkce státního prezidenta RSSAILA. V roce 1953 mu byla udělena korunovační medaile královny Alžběty II. V lednu 1955 se vzdal funkce čestného plukovníka AUR. V roce 1955 byl jmenován členem Australské národní letecké komise a ředitelem společnosti Trans Australia Airlines. Působil také v Radě televizního vysílání, kde dohlížel na zavedení tohoto média v jižní Austrálii, a byl správcem Svěřeneckého fondu civilních internovaných a Svěřeneckého fondu válečných zajatců. Za svou „mimořádně dobrou čestnou službu ve funkci předsedy několika svěřenských fondů, zejména ve prospěch bývalých vojáků a osob na nich závislých“, byl v roce 1955 jmenován společníkem Řádu svatého Michaela a svatého Jiří v rámci novoročního vyznamenání. V následujícím roce se Blackburn s manželkou zúčastnil setkání u příležitosti stého výročí vítězství v Londýně a navštívil bojiště v Pozières ve Francii.
Blackburn zemřel 24. listopadu 1960 v Crafers v Jižní Austrálii ve věku 67 let na následky prasklé aneurysmy a byl pohřben s plnými vojenskými poctami v sekci AIF na hřbitově West Terrace v Adelaide. Na trase dlouhé 1,9 míle (3 km) mezi katedrálou svatého Petra a hřbitovem se sešlo mnoho zástupců veřejnosti a stovky bývalých příslušníků 10. praporu a 2/3 kulometného praporu a osm brigádníků bylo nosiči pohřbu. Jeho sada medailí, včetně VC, byla předána synovi Richardovi a poté vnukovi Tomovi, než byla věnována Australskému válečnému památníku v Canbeře, kde je vystavena v Síni statečnosti.
Úřad ministerstva pro záležitosti veteránů v Adelaide byl v roce 1991 pojmenován „Blackburn House“. V roce 2008 bylo po Blackburnovi pojmenováno jedenáct ulic v Adelaide a jedna v Brisbane. V roce 2008 se diskutovalo o tom, zda se má nový tunel pod Anzac Highway jmenovat „Blackburn Underpass“, nebo „Inwood Underpass“, podle dalšího Jihoaustralana, který v roce 1917 získal cenu VC, Roye Inwooda. Australská liga navrátilců a služeb namítala, že pojmenování tunelu po konkrétním veteránovi je nevhodné, a tvrdila, že by měl být pojmenován po významném bojišti první světové války, v souladu s tématem dálnice. Po dokončení byl tunel pojmenován Gallipoli Underpass.

#### Periodika
- Appointment Criticised. The Advertiser.  Adelaide, South Australia:  1947-09-11, s. 3. Dostupné online [cit. 2020-08-08]. ISSN 1039-4192. (anglicky)
- Australians Decorated. The Register.  Adelaide, South Australia:  1916-10-06, roč. LXXXI, čís. 21,813, s. 5. Dostupné online [cit. 2018-12-27]. ISSN 1836-7674. (anglicky)
- Jubilee Medals Awarded. The Advertiser.  Adelaide, South Australia:  1935-05-06, s. 16. Dostupné online [cit. 2018-12-28]. ISSN 1039-4192. (anglicky)
- KELTON, Greg. Underpass Named After Gallipoli. The Advertiser.  Adelaide, South Australia:  2009-03-15. Dostupné online [cit. 2018-12-23]. (anglicky)
- MORGAN, Kym. Anzac Tunnel Feud. Southern Times Messenger online.  Adelaide, South Australia:  2008-04-15. Dostupné v archivu pořízeném z originálu dne 2008-08-15. (anglicky) Archivováno 15. 8. 2008 na Wayback Machine.
- New RSL President. The Chronicle.  Adelaide, South Australia:  1946-12-26, roč. 89, čís. 5,062, s. 21. Dostupné online [cit. 2018-12-29]. ISSN 2200-1042. (anglicky)
- Our Queen Recognises Their Services: Nine New Knights and Many Decorations for Victorians. The Argus.  Melbourne, Victoria:  1955-01-01, s. 8. Dostupné online [cit. 2019-01-11]. (anglicky)
- Oxford Wedding for S.A. Couple. The Adelaide Mail.  Adelaide, South Australia:  1952-07-26. Dostupné v archivu pořízeném z originálu dne 2019-08-10. (anglicky)
- Returned Soldiers. The Journal.  Adelaide, South Australia:  1917-09-13, roč. LII, čís. 14421, s. 2. Dostupné online [cit. 2018-12-28]. ISSN 2204-8146. (anglicky)
- Soldiers' Elections. The Mail.  Adelaide, South Australia:  1920-01-17, roč. 8, čís. 401, s. 2. Dostupné online [cit. 2018-12-28]. ISSN 1837-3674. (anglicky)